# Lillsjöbäckens naturreservat
Lillsjöbäckens naturreservat är ett naturreservat i Nora kommun i Örebro län.
Området är naturskyddat sedan 2005 och är 20 hektar stort. Reservatet omfattar bäcken med strandområdet. Reservatet har inrättats för att bevara flodpärlmusslan i bäcken och asknät-, väddnät- och sotnätfjärilarna omkring.